# Pereluh, Ohtîrka
Pereluh (în ucraineană Перелуг) este un sat în comuna Komîși din raionul Ohtîrka, regiunea Sumî, Ucraina.

## Demografie
Componența lingvistică a localității Pereluh
     Ucraineană (99,45%)
     Alte limbi (0,55%)
Conform recensământului din 2001, majoritatea populației localității Pereluh era vorbitoare de ucraineană (99,45%), existând în minoritate și vorbitori de alte limbi.